# Birgitte Bergman
Birgitte Bergman Sørensen er en dansk politiker, som repræsenterede Det Konservative Folkeparti i Folketinget i perioden 2019-2022. Fra 26. august 2024 er hun barselsvikar i Foketinget for Mette Abildgaard med en række ordførerskaber i Folketinget.

## Privat
Birgitte Bergman er født og opvokset i Helsingør. Hun er sproglig student fra Helsingør Gymnasium fra 1986 og har HH i erhvervsøkonomi fra Copenhagen Business School fra 1992. Hun blev bachelor fra Copenhagen Business School i 1995.
Birgitte Bergman er gift og har to børn. Hun bor i Snekkersten. Birgitte Bergman er Cruise Manager i Helsingør Havn og selvstændig konsulent inden for turismeudvikling.

## Politisk karriere
Birgitte Bergman blev opstillet til Folketinget i Helsingørkredsen i 2018 og fik et tillægsmandat i Nordsjællands Storkreds ved folketingsvalget 2019 med 2.524 personlige stemmer. Ved Folketingsvalget 2022 opnåede Bergman ikke genvalg.
Siden 2022 har Bergman været medlem af Helsingør Byråd.